# Knemos
Knemos war ein im 5. Jahrhundert v. Chr. lebender, aus Sparta stammender Militärführer. Er war von 430 bis 429 v. Chr., in der Anfangsphase des Peloponnesischen Krieges, Flottenkommandant (Nauarch).

## Leben
Knemos wird erstmals in den Quellen für das Jahr 430 v. Chr. erwähnt. Ende Sommer dieses Jahres unternahm er mit einem Heer von 1000 lakedaimonischen Hopliten und einer Flotte von 100 Schiffen eine Expedition gegen Zakynthos. Nach der Verwüstung der Insel musste er sich zurückziehen, ohne sie unterwerfen zu können.
Nach der Erzählung der Hauptquelle, des griechischen Historikers Thukydides, muss im nächsten Jahr sein Kommando als Nauarch verlängert worden sein. Etwa im Juni 429 v. Chr. zog er mit 1000 Hopliten los und suchte die Zusammenarbeit mit den Einwohnern von Ambrakia, die Akarnanien unterwerfen und gegen Athen revoltieren wollten. Mit seinen Verbänden, den Ambrakern und anderen epirotischen und illyrischen Bundesgenossen fiel Knemos in Akarnanien ein und drang bis zum Hauptort dieser Landschaft, Stratos, vor. Dort erlitt er aber in der Schlacht von Stratos eine Niederlage und zog sich nach Oiniadai zurück. Inzwischen war das für ihn bestimmte Hilfsgeschwader vom athenischen Strategen Phormion in der ersten Schlacht von Naupaktos besiegt worden, obwohl die athenische Flotte numerisch unterlegen war. Knemos war zu spät eingetroffen, um die Schlacht noch wenden zu können. Die spartanische Regierung war über die Fehlschläge ihres Nauarchen verärgert und entsandte ein Geschwader mit den drei Kommissaren Timokrates, Brasidas und Lykophron nach Kyllene, die Knemos in der weiteren Kriegsführung beraten sollten. Knemos verfügte nun nach der Reparatur beschädigter Wasserfahrzeuge über eine Flotte von 77 Schiffen, während die athenische Flotte nur aus 20 Schiffen bestand. Wegen dieser Übermacht befahlen die Berater Knemos, eine zweite Seeschlacht zu versuchen. Diese wurde gegen Ende des Sommers 429 v. Chr. ebenfalls vor Naupaktos ausgetragen und führte zu einem anfänglichen Erfolg der Spartaner, doch konnten die Athener bei einem Gegenangriff die meisten vom Feind erbeuteten Schiffe wieder zurückgewinnen und erneut den Sieg erringen. Knemos und seine Berater waren gezwungen, beim Eintreffen athenischer Verstärkungen nach Korinth zurückzusegeln.
Von Korinth aus unternahmen Knemos und Brasidas im Spätherbst 429 v. Chr. einen Überraschungsangriff auf den athenischen Hafen Piräus. Bei der Ausführung dieses Unternehmens verließ sie aber der Mut und sie wandten sich stattdessen gegen die Insel Salamis, die sie teilweise verwüsteten. Die Athener wurden durch Feuersignale gewarnt und die Spartaner zogen sich nach Megara zurück. Danach wird Knemos nicht mehr in den Quellen erwähnt.